# Neurofenomenologia
A neurofenomenologia refere-se a um programa de pesquisa científica destinado a abordar o difícil problema da consciência de maneira pragmática. Combina-se a neurociência com a fenomenologia para estudar a experiência, a mente e a consciência com ênfase na condição corporificada da mente humana. O campo está muito ligado a campos como neuropsicologia, neuroantropologia e neurociência comportamental e o estudo da fenomenologia na psicologia.

## Visão geral
O rótulo foi cunhado por C. Laughlin, J. McManus e E. d'Aquili em 1990. No entanto, o termo foi apropriado e recebeu uma compreensão distinta pelo neurocientista cognitivo Francisco Varela em meados da década de 1990, cujo trabalho inspirou muitos filósofos e neurocientistas a continuar com essa nova direção de pesquisa.
A fenomenologia é um método filosófico de investigação da experiência cotidiana. O foco da fenomenologia está no exame de diferentes fenômenos (do grego, phainomenon, "aquilo que se mostra") como eles aparecem para a consciência, ou seja, em uma perspectiva de primeira pessoa. Assim, a fenomenologia é uma disciplina particularmente útil para compreender como é que as aparências se nos apresentam e como é que lhes atribuímos sentido.
A neurociência é o estudo científico do cérebro e lida com os aspectos de terceira pessoa da consciência. Alguns cientistas que estudam a consciência acreditam que a utilização exclusiva de métodos de primeira ou terceira pessoa não fornecerá respostas para as difíceis questões da consciência.
Historicamente, Edmund Husserl é considerado o filósofo cujo trabalho fez da fenomenologia uma disciplina filosófica coerente com uma metodologia concreta no estudo da consciência, a saber, a epoché. Husserl, que foi um ex-aluno de Franz Brentano, pensou que no estudo da mente era extremamente importante reconhecer que a consciência é caracterizada pela intencionalidade, um conceito frequentemente explicado como "sobressalto"; consciência é sempre consciência de algo. Uma ênfase particular na fenomenologia da corporificação foi desenvolvida pelo filósofo Maurice Merleau-Ponty em meados do século XX.
Naturalmente, a fenomenologia e a neurociência encontram uma convergência de interesses comuns. No entanto, principalmente por divergências ontológicas entre a fenomenologia e a filosofia da mente, o diálogo entre essas duas disciplinas ainda é um assunto bastante controverso. O próprio Husserl era muito crítico em relação a qualquer tentativa de naturalizar a filosofia, e sua fenomenologia foi fundada sobre uma crítica do empirismo: psicologismo e antropologismo como pontos de vista contraditórios na filosofia e na lógica. A crítica influente dos pressupostos ontológicos da ciência cognitiva computacionalista e representacionalista, bem como da inteligência artificial, feita pelo filósofo Hubert Dreyfus marcou novos rumos para a integração das neurociências com uma ontologia corporificada. O trabalho de Dreyfus influenciou cientistas cognitivos e neurocientistas a estudar fenomenologia e ciência cognitiva corporificada e/ou enativismo. Um desses casos é o neurocientista Walter Jackson Freeman III, cuja análise neurodinâmica tem uma abordagem marcadamente merleau-pontyiana.